# 공명첩

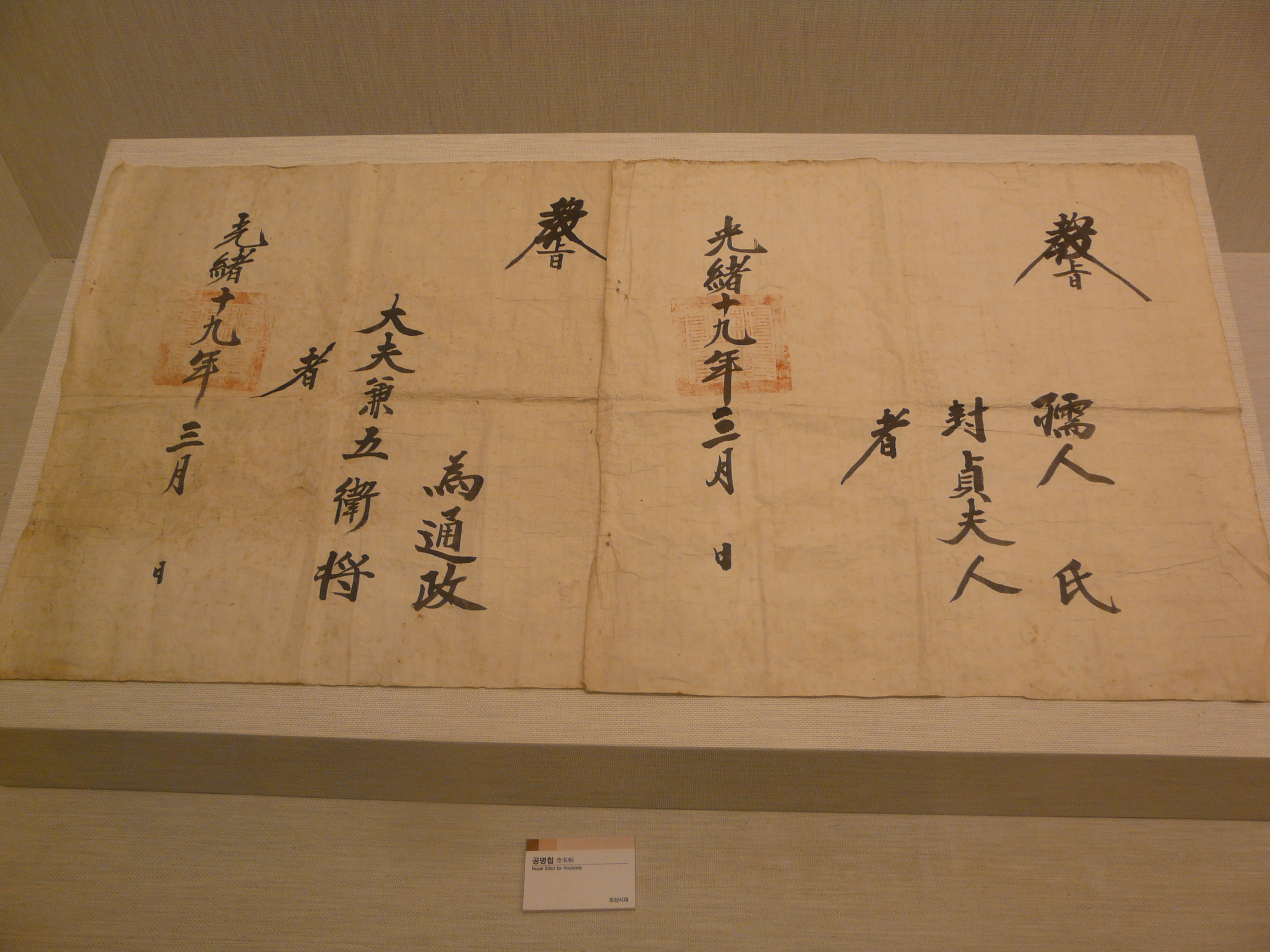
공명첩

공명첩(空名帖)은 나라의 재정을 보충하려고 부유층으로부터 돈이나 곡식을 받고 팔았던 허직(명예직) 임명장(벼슬 문서)이며, 공명(空名)이란 “받는 자의 이름을 기재하지 않은”이란 뜻이며, 첩(帖)은 사령장 또는 임명장을 뜻한다.

## 의의
중앙의 관원이 이것을 가지고 팔도를 돌면서 돈이나 곡식을 바치는 사람에게 즉석에서 그 사람의 이름을 적어 넣으면 공명첩이 그 기능을 하게 된다.
공명첩에는 벼슬을 내리는 공명고신첩(空名告身帖)과 천인을 양인이 되게 하는 공명면천첩(空名免賤帖, 노비면천첩), 향리에게 역을 면제하는 공명면향첩(空名免鄕帖) 등이 있었다. 공명첩은 돈을 받고 벼슬을 팔았다는 점에서는 납속수직 제도이며, 면천을 해 주었다는 점에서는 속량 제도의 일종이다. 또한 구휼에 필요한 곡식을 얻으려 했다는 점에서 진휼책의 일종이기도 하다.

## 변천
임진왜란 때에는 공명첩을 가진 관리가 팔도를 돌면서 군량을 바친 자나 군공을 세운 자에게 공명첩을 발부하였다.
임진왜란과 병자호란으로 국가 재정이 탕진되었고, 당쟁의 폐로 국가 기강이 문란하였으며, 또 흉년이 자주 들어서 많은 백성들이 굶주리게 되니 조정에서는 이를 구제하기 위하여 명예직을 주고 그 대가로 많은 재정을 확보하였다. 1677년(숙종 3) 기근을 당하여 가설첩(加設帖)을 만들어 진휼청(賑恤廳)에서 매매했다. 가설첩의 매매로 얻은 돈으로 영남 지방의 기민들을 구제했으며 영조 시대에 공명첩의 이름으로 여러 번 발행하여 돈을 얻어 백성을 구제하였고, 순조 시대에도 김재찬(金在瓚)의 적극적인 주장에 따라 공명첩을 발행하였다.
이것은 사회가 극도로 혼란되었을 때에 매관 매직을 합리적으로 조장했다.

## 기타
- 1624년(인조 2년) 1월 이괄의 난이 발생했지만 평안도 지역의 백성들이 쉽게 호응하지 않았고, 다른 지역에서도 의병이나 구원군이 오지 않았다. 이긍익의 연려실기술에 의하면 진압군 부서(部署) 편성을 끝내고, 그날 밤 인근지역의 관군이 왔는데, 사람과 말 소리가 시끄러웠으나, 그날 밤 동풍이 심하게 불었기 때문에 성 중에서는 그 소리를 듣지 못하였다. 그러나 백성들의 호응이 별로 없었다. 이에 미리 공명첩(空名帖) 수천 장을 만들어 반란군이 있는 성 안에 몰래 보내어, 성 안의 사대부와 백성들에게 내응하게 하여 적병이 돌아갈 길을 막게 하였다.[1]

## 같이 보기
- 납속수직